# Distrito de Périgueux
El distrito de Périgueux es un distrito (en francés arrondissement) de Francia, que se localiza en el departamento de Dordoña (en francés Dordogne), de la región de Aquitania. Cuenta con 18 cantones y 196 comunas.

## División territorial

### Cantones
Los cantones del distrito de Périgueux son:
1. Cantón de Brantôme
2. Cantón de Excideuil
3. Cantón de Hautefort
4. Cantón de Montagrier
5. Cantón de Montpon-Ménestérol
6. Cantón de Mussidan
7. Cantón de Neuvic
8. Cantón de Périgueux-Centre
9. Cantón de Périgueux-Nord-Est
10. Cantón de Périgueux-Ouest
11. Cantón de Ribérac
12. Cantón de Saint-Astier
13. Cantón de Saint-Aulaye
14. Cantón de Saint-Pierre-de-Chignac
15. Cantón de Savignac-les-Églises
16. Cantón de Thenon
17. Cantón de Vergt
18. Cantón de Verteillac

### Comunas
| 1. Agonac (24002)                        | 2. Ajat (24004)                        | 3. Allemans (24007)                         | 4. Anlhiac (24009)                       |
| 5. Annesse-et-Beaulieu (24010)           | 6. Antonne-et-Trigonant (24011)        | 7. Atur (24013)                             | 8. Azerat (24019)                        |
| 9. Badefols-d'Ans (24021)                | 10. Bars (24025)                       | 11. Bassillac (24026)                       | 12. Beaupouyet (24029)                   |
| 13. Beauronne (24032)                    | 14. Bertric-Burée (24038)              | 15. Biras (24042)                           | 16. Blis-et-Born (24044)                 |
| 17. Boisseuilh (24046)                   | 18. La Boissière-d'Ans (24047)         | 19. Boulazac (24053)                        | 20. Bourdeilles (24055)                  |
| 21. Bourg-des-Maisons (24057)            | 22. Bourg-du-Bost (24058)              | 23. Bourgnac (24059)                        | 24. Bourrou (24061)                      |
| 25. Bouteilles-Saint-Sébastien (24062)   | 26. Brantôme (24064)                   | 27. Breuilh (24065)                         | 28. Brouchaud (24066)                    |
| 29. Bussac (24069)                       | 30. Celles (24090)                     | 31. Cendrieux (24092)                       | 32. Cercles (24093)                      |
| 33. Chalagnac (24094)                    | 34. Champagne-et-Fontaine (24097)      | 35. Champcevinel (24098)                    | 36. Chancelade (24102)                   |
| 37. Le Change (24103)                    | 38. Chantérac (24104)                  | 39. Chapdeuil (24105)                       | 40. La Chapelle-Gonaguet (24108)         |
| 41. La Chapelle-Grésignac (24109)        | 42. La Chapelle-Montabourlet (24110)   | 43. La Chapelle-Saint-Jean (24113)          | 44. Chassaignes (24114)                  |
| 45. Chenaud (24118)                      | 46. Cherval (24119)                    | 47. Cherveix-Cubas (24120)                  | 48. Chourgnac (24121)                    |
| 49. Château-l'Évêque (24115)             | 50. Clermont-d'Excideuil (24124)       | 51. Comberanche-et-Épeluche (24128)         | 52. Cornille (24135)                     |
| 53. Coubjours (24136)                    | 54. Coulaures (24137)                  | 55. Coulounieix-Chamiers (24138)            | 56. Coursac (24139)                      |
| 57. Coutures (24141)                     | 58. Creyssac (24144)                   | 59. Creyssensac-et-Pissot (24146)           | 60. Cubjac (24147)                       |
| 61. Douchapt (24154)                     | 62. La Douze (24156)                   | 63. Douzillac (24157)                       | 64. Escoire (24162)                      |
| 65. Excideuil (24164)                    | 66. Eygurande-et-Gardedeuil (24165)    | 67. Eyliac (24166)                          | 68. Eyvirat (24170)                      |
| 69. Festalemps (24178)                   | 70. Fossemagne (24188)                 | 71. Fouleix (24190)                         | 72. Gabillou (24192)                     |
| 73. Gout-Rossignol (24199)               | 74. Grand-Brassac (24200)              | 75. Granges-d'Ans (24202)                   | 76. Grignols (24205)                     |
| 77. Grun-Bordas (24208)                  | 78. Génis (24196)                      | 79. Hautefort (24210)                       | 80. Jaure (24213)                        |
| 81. La Jemaye (24216)                    | 82. Lacropte (24220)                   | 83. Ligueux (24239)                         | 84. Limeyrat (24241)                     |
| 85. Lisle (24243)                        | 86. Lusignac (24247)                   | 87. Léguillac-de-l'Auche (24236)            | 88. Manzac-sur-Vern (24251)              |
| 89. Marsac-sur-l'Isle (24256)            | 90. Marsaneix (24258)                  | 91. Mayac (24262)                           | 92. Mensignac (24266)                    |
| 93. Milhac-d'Auberoche (24270)           | 94. Montagnac-d'Auberoche (24284)      | 95. Montagrier (24286)                      | 96. Montpon-Ménestérol (24294)           |
| 97. Montrem (24295)                      | 98. Mussidan (24299)                   | 99. Ménesplet (24264)                       | 100. Nailhac (24302)                     |
| 101. Nanteuil-Auriac-de-Bourzac (24303)  | 102. Neuvic (24309)                    | 103. Notre-Dame-de-Sanilhac (24312)         | 104. Négrondes (24308)                   |
| 105. Parcoul (24316)                     | 106. Paussac-et-Saint-Vivien (24319)   | 107. Petit-Bersac (24323)                   | 108. Le Pizou (24329)                    |
| 109. Ponteyraud (24333)                  | 110. Preyssac-d'Excideuil (24339)      | 111. Puymangou (24343)                      | 112. Périgueux (24322)                   |
| 113. Razac-sur-l'Isle (24350)            | 114. Ribérac (24352)                   | 115. La Roche-Chalais (24354)               | 116. Saint-Amand-de-Vergt (24365)        |
| 117. Saint-André-de-Double (24367)       | 118. Saint-Antoine-Cumond (24368)      | 119. Saint-Antoine-d'Auberoche (24369)      | 120. Saint-Aquilin (24371)               |
| 121. Saint-Astier (24372)                | 122. Saint-Aulaye (24376)              | 123. Saint-Barthélemy-de-Bellegarde (24380) | 124. Saint-Crépin-d'Auberoche (24390)    |
| 125. Saint-Front-d'Alemps (24408)        | 126. Saint-Front-de-Pradoux (24409)    | 127. Saint-Germain-des-Prés (24417)         | 128. Saint-Germain-du-Salembre (24418)   |
| 129. Saint-Geyrac (24421)                | 130. Saint-Jean-d'Ataux (24424)        | 131. Saint-Jory-las-Bloux (24429)           | 132. Saint-Julien-de-Bourdeilles (24430) |
| 133. Saint-Just (24434)                  | 134. Saint-Laurent-des-Hommes (24436)  | 135. Saint-Laurent-sur-Manoire (24439)      | 136. Saint-Louis-en-l'Isle (24444)       |
| 137. Saint-Léon-sur-l'Isle (24442)       | 138. Saint-Maime-de-Péreyrol (24459)   | 139. Saint-Martial-Viveyrol (24452)         | 140. Saint-Martial-d'Albarède (24448)    |
| 141. Saint-Martial-d'Artenset (24449)    | 142. Saint-Martin-de-Ribérac (24455)   | 143. Saint-Martin-l'Astier (24457)          | 144. Saint-Mesmin (24464)                |
| 145. Saint-Michel-de-Double (24465)      | 146. Saint-Michel-de-Villadeix (24468) | 147. Saint-Méard-de-Drône (24460)           | 148. Saint-Médard-d'Excideuil (24463)    |
| 149. Saint-Médard-de-Mussidan (24462)    | 150. Saint-Pantaly-d'Ans (24475)       | 151. Saint-Pantaly-d'Excideuil (24476)      | 152. Saint-Pardoux-de-Drône (24477)      |
| 153. Saint-Paul-Lizonne (24482)          | 154. Saint-Paul-de-Serre (24480)       | 155. Saint-Pierre-de-Chignac (24484)        | 156. Saint-Privat-des-Prés (24490)       |
| 157. Saint-Raphaël (24493)               | 158. Saint-Sauveur-Lalande (24500)     | 159. Saint-Sulpice-de-Roumagnac (24504)     | 160. Saint-Séverin-d'Estissac (24502)    |
| 161. Saint-Victor (24508)                | 162. Saint-Vincent-Jalmoutiers (24511) | 163. Saint-Vincent-de-Connezac (24509)      | 164. Saint-Vincent-sur-l'Isle (24513)    |
| 165. Saint-Étienne-de-Puycorbier (24399) | 166. Sainte-Eulalie-d'Ans (24401)      | 167. Sainte-Marie-de-Chignac (24447)        | 168. Sainte-Orse (24473)                 |
| 169. Sainte-Trie (24507)                 | 170. Salagnac (24515)                  | 171. Salon (24518)                          | 172. Sarliac-sur-l'Isle (24521)          |
| 173. Savignac-les-Églises (24527)        | 174. Segonzac (24529)                  | 175. Sencenac-Puy-de-Fourches (24530)       | 176. Servanches (24533)                  |
| 177. Siorac-de-Ribérac (24537)           | 178. Sorges (24540)                    | 179. Sourzac (24543)                        | 180. Teillots (24545)                    |
| 181. Temple-Laguyon (24546)              | 182. Thenon (24550)                    | 183. Tocane-Saint-Apre (24553)              | 184. La Tour-Blanche (24554)             |
| 185. Tourtoirac (24555)                  | 186. Trélissac (24557)                 | 187. Valeuil (24561)                        | 188. Vallereuil (24562)                  |
| 189. Vanxains (24564)                    | 190. Vendoire (24569)                  | 191. Vergt (24571)                          | 192. Verteillac (24573)                  |
| 193. Veyrines-de-Vergt (24576)           | 194. Villetoureix (24586)              | 195. Échourgnac (24159)                     | 196. Église-Neuve-de-Vergt (24160)       |